# Museo de la Historieta de Chile
El Museo de la Historieta de Chile fue un organismo que tuvo como fin preservar, divulgar y archivar todo el acervo vinculado a la narrativa gráfica nacional. Este centro, que dejó de funcionar a fines del año 2014, fue un lugar de encuentro para dar a conocer la historia y producción de los autores más importantes en la evolución de la historieta y cómics chilena, expresión artística que posee gran relevancia en el patrimonio e identidad nacional.

## Historia

### Origen
Ubicado en calle Esperanza, 555, casa 25, el Museo de la Historieta de Chile comenzó a funcionar el 27 de noviembre de 2010, el cual como señala su sitio oficial "nació como una iniciativa privada orientada al desarrollo del conocimiento de historietas y caricaturas producidas en nuestro país desde finales del siglo XIX"  Surge a partir del interés del egresado de derecho Mauricio García Castro quien desde pequeño manifestó interés por el mundo de las historietas de aventuras. Fue a raíz de los daños causados el 27 de febrero por el terremoto que Mauricio decide guardar todo su material de historieta en el Barrio Yungay de Santiago de Chile. En palabras del propio Mauricio, "A poco de remodelar, me di cuenta que tenía mucho material digno de un museo y, ante la ausencia de reconocimiento público a la historieta chilena, me propuse abrir una sala de exposición de los libros, revistas y objetos que poseía, además de solicitar la colaboración de los artistas que conocía."  Señala Mauricio en un artículo escrito especialmente para Tebeosfera, celebrando el quinto aniversario de la inauguración del Museo de la Historieta de Chile, el 27 de noviembre de 2010.

### Cierre
El cierre del museo fue principalmente porque todo el material que contenía ya no cabía dentro de la casa del Barrio Yungay y además se requería de una institución que otorgara profesionalización y continuidad a la colección. Tal como afirma Mauricio García Castro, "...me encontraba sujeto a los eventos de salud y financieros que no me permitían asegurar la continuidad, motivo por el cual inicié contactos con el Museo Histórico Nacional para su venta, lo que me permitió asegurar que una institución estatal garantice la permanencia en el tiempo de la historieta chilena."
Cabe señalar que Mauricio García Castro contó con la colaboración de don Diego Matte y doña Isabel Alvarado Perales, quienes fueron directores del museo en ese orden respectivamente.

## Colección

### Dibujos originales
Luego de haber pasado 4 años en que el museo tuvo sus puertas abiertas, llegó a poseer más de setecientas ilustraciones originales y dibujos. Los más antiguos son de 1932, de ahí en adelante existe material especialmente de la década de los setenta y sesenta. De éstos, 180 fueron puestos en cuadro de manera transitoria, además de haber material proveniente de portadas de valiosos diarios o revistas y de las más importantes publicaciones nacionales. Estos pertenecen a más de cien exitosos dibujantes nacionales y extranjeros que trabajaron en nuestro país. 
En palabras de Mauricio García Castro, "De varios de ellos contamos con abundante material gráfico e histórico, que ha permitido exposiciones ya reseñadas o que podrían realizarse, como Lincoln Fuentes, Mauro Cabrera, Luis Ruiz-Tagle y varios otros"
Algunos de los autores de estos dibujos son los siguientes: Jaime Escudero, Renzo, Robilán Prado, Samuel Gana, Manuel López, José Orellana, Guillermo Varas, Enrique Videla, Óscar Vega, Lidia Jeria, Alberto Vivanco, entre otros.   

### Revistas y libros
La colección cuenta con alrededor de 3500 revistas de carácter nacional, algunas vienen sueltas y otras empastadas, entre las cuales, ciertos ejemplares poseen más de ciento diecinueve años. Éstas constituyen elementos muy valiosos de la historieta nacional y caricatura de término del siglo XIX y comienzo del siglo XX. También es posible encontrar en ellas diversas temáticas tales como: aventura, humor, contenido picaresco, romance,  caricatura política, etc. y más de cien libros que guardan relación con las artes interactivas o noveno arte.
A continuación, se muestran algunas de las revistas más relevantes que forman parte de esta colección. Esta lista ha sido extraída del sitio Tebeosfera
| Ejemplar                           | Descripción                       |
| ---------------------------------- | --------------------------------- |
| El Peneca                          | 150 números empastados y sueltos  |
| Pulgarcito                         |                                   |
| Aladino                            |                                   |
| Pobre Diablo                       | 30 números                        |
| Topaze                             | 100 números                       |
| Barrabases                         | más de 40 ejemplares              |
| Condorito                          | 20 números                        |
| El Pingüino                        | empastados y sueltos              |
| Topazín                            | 3 números                         |
| Revista Sucesos                    | 30 números                        |
| Pichanga                           | 10 números                        |
| La Familia Chilena                 | 10 números                        |
| Okey                               | 100 números, sueltos y empastados |
| El Intocable                       | 50 números                        |
| Fantasía                           | cambio de nombre a "Variedades"   |
| Forjadores de la Historia de Chile | 6 números                         |
| El Fígaro                          | 1 número                          |
| Mampato                            | 300 números empastados            |
| Pepe Antártico                     |                                   |
| Tío Rico                           | 10 números                        |
| Tribilín                           | 10 números                        |

Otros ejemplares de la colección son los siguientes: Revista Pacífico Magazine; Paliques; La Ilustración; La Raspa; Revista Estadio, entre otros.

### Otros
En el museo es posible encontrar también figuras en tres dimensiones representando a los grandes personajes de la historieta nacional confeccionados por Rodrigo Robledo con mucha precisión y similitud con la realidad. Entre estos personajes se encuentran Cachupín, El Intocable, Artemio, El Jinete Fantasma, Pepe Antártico, Mawa, Dr. Mortis, Von Pilsener, etc.
Por otra parte, se puede encontrar suplementos de cómics chilenos y antiguos ejemplares de diarios tales como Mampato, Remolino, Pocas Pecas, Pequeña Biblioteca, Icarito, Las Últimas Noticias, El Mercurio, Clarín, La Tercera, etc.
Asimismo, como señala Mauricio García Castro, "Hay además fotos y artículos personales de los dibujantes, adquiridos en diversos lugares y personas".

## Exposiciones
En el año 2010, Mauricio García logró convencer a Manuel Cárdenas, un reconocido dibujante de historietas, para implementar una exposición con todo su material. Este acontecimiento fue el puntapié inicial para una serie de exposiciones posteriores en las que participaron: Renato Andrade, Juan Francisco Jara, Isidro Arteaga y Percy y Máximo Carvajal, Eduardo de la Barra, Mario Igor, Luis Goyenechea Zegarra, Pepo, Ricardo González, Hernán Figueroa, entre otros. Como afirma Mauricio García, "La inauguración y las exposiciones se presentaban los días sábados en la tarde y contaron con dibujantes, guionistas y un público especialista y aficionado que asistió frecuentemente, como Miguel Ormazábal, Marcos Espiridión, Juan Francisco Jara y otros" 

## Impacto en la prensa
Muchos fueron los periódicos nacionales que se refirieron al éxito del museo cuando estuvo en vigencia. A continuación, se presentan los comentarios de dos importantes publicaciones en línea del país:

### El Mostrador
El Mostrador, en un artículo escrito por Marco Fajardo el 15 de noviembre de 2013 dio a conocer toda la creación del museo desde sus inicios, repasando los ejemplares de su colección y dando énfasis en el valor patrimonial de esta iniciativa. Asimismo, da énfasis a los equivalentes del museo en otros países y al carácter autónomo del proyecto. En palabras del propio Marco Fajardo: "El museo, sin apoyo privado ni estatal alguno, funciona exclusivamente gracias a la pasión de Mauricio García. Lo más parecido en Chile es el Museo de Lukas de Valparaíso. En Buenos Aires, su símil sería el Museo Severo Vaccaro, en México, el estatal Museo de la Caricatura y la Historieta Joaquín Cervantes Bassoco de Morelos y en Europa, el Musée Hergé, de Bruselas, dedicado al creador de Tintín".

### La Tercera
La Tercera, en uno de sus artículos, enfatiza el lugar en el que se instaló el museo y lo innovador de la iniciativa de este egresado de derecho. En palabras de la autora, "En noviembre de 2010 el proyecto se hizo realidad, tras comprar una casa en un encantador cité. El lugar escogido no fue casual. García pasó su niñez jugando en la callejuela de ese mismo cité, pues ahí vivieron sus abuelos paternos. Qué mejor escenario para instalar el museo."